# Kahayan
Kahayan – rzeka w Indonezji na wyspie Borneo, długość około 600 km.
Źródła w górach Müllera, płynie w kierunku południowym; w środkowym biegu liczne meandry i starorzecza, uchodzi estuarium do Morza Jawajskiego.